# 야마시타 구니히로
야마시타 구니히로(일본어: 山下 訓広, 1986년 5월 29일 ~ )는 일본의 전 축구 선수이다.

## 구단 경력
과거 로아소 구마모토에서 활동하였다.